# اغتيال راجيف غاندي

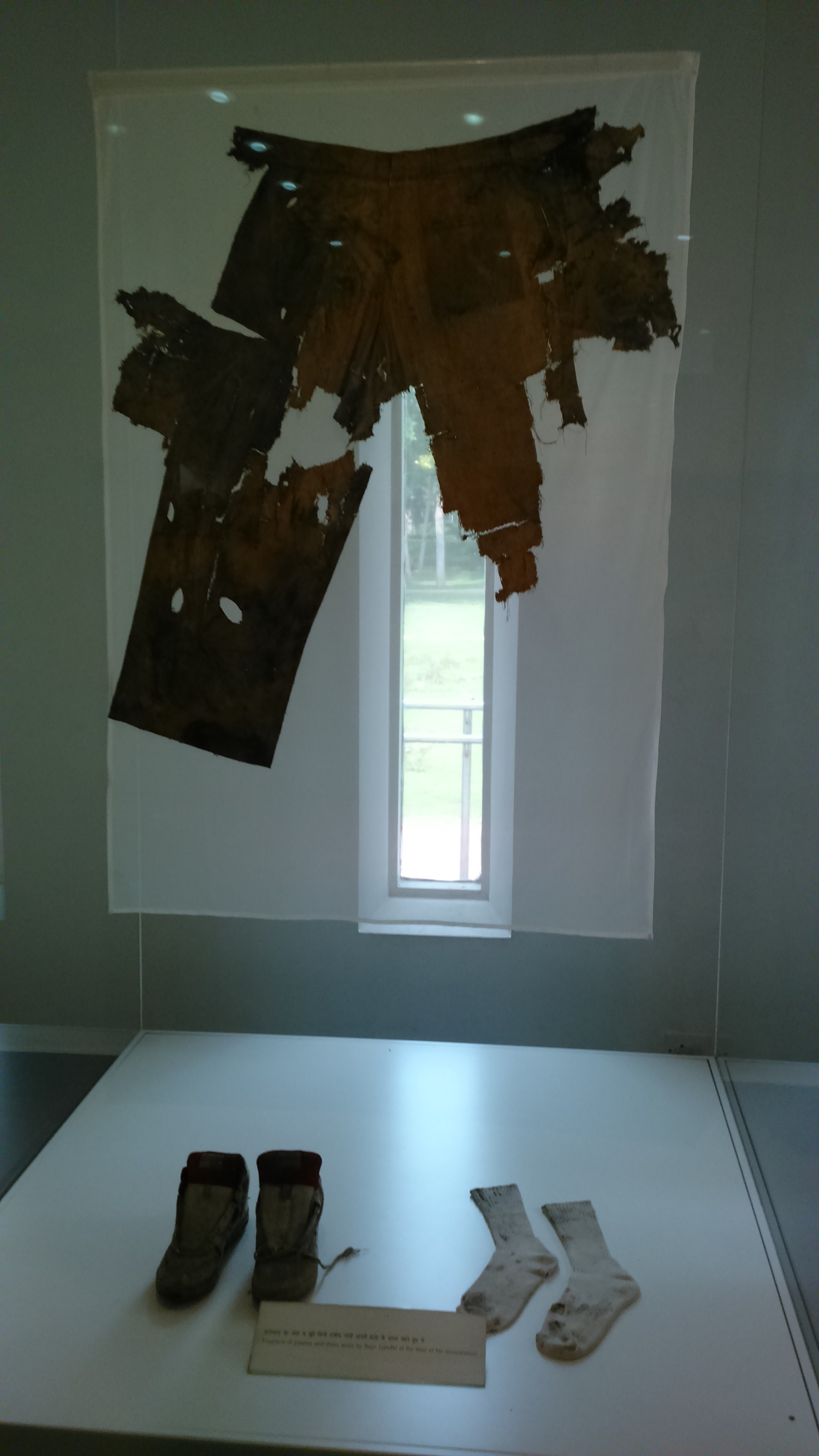
بقايا الملابس التي كان يرتديها راجيف غاندي في أثناء عملية الاغتيال

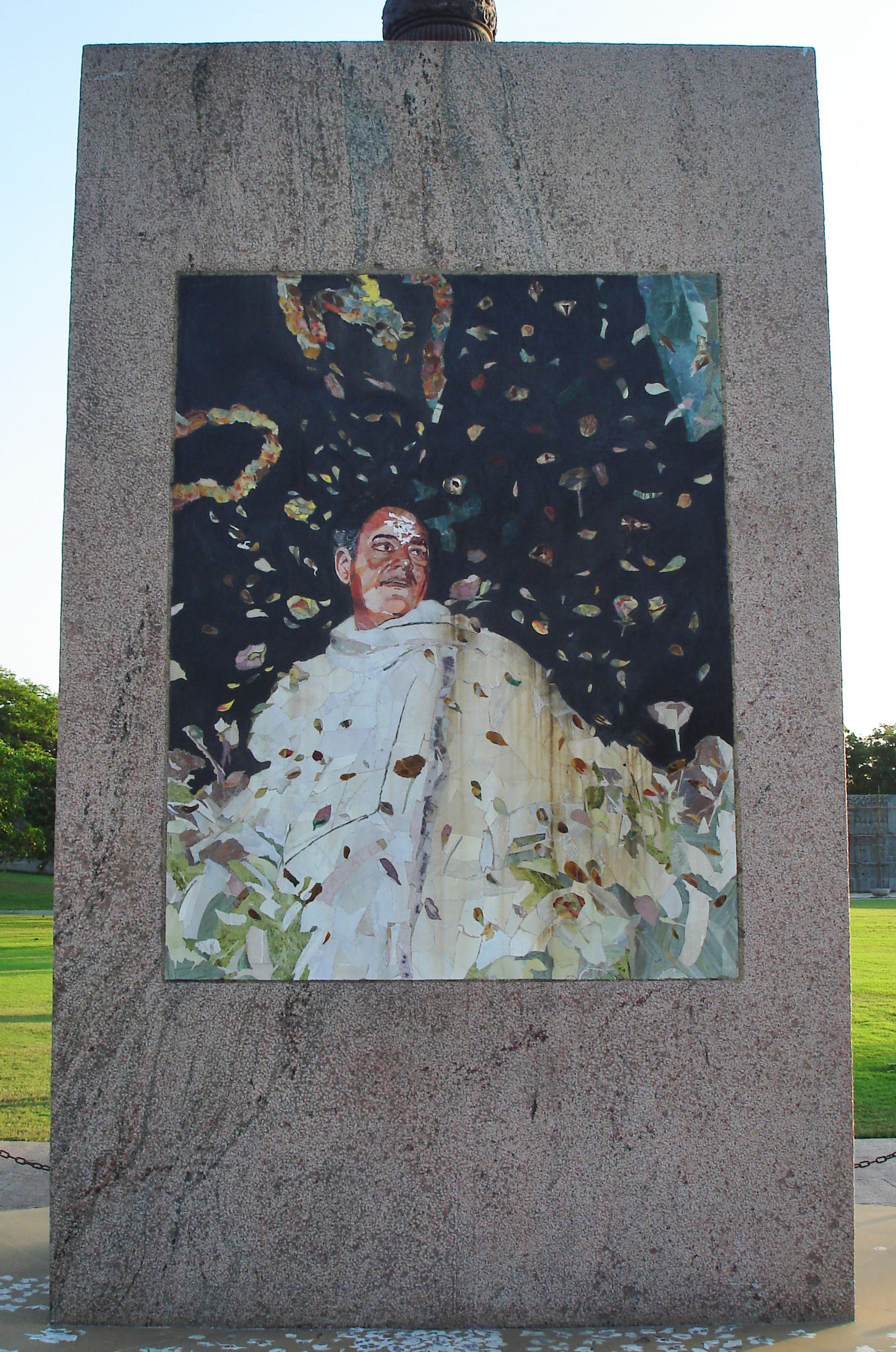
حجر الفسيفساء القائم في موقع اغتيال راجيف غاندي في سريبورمبدر

وقعت حادثة اغتيال راجيف غاندي، رئيس وزراء الهند السابق، نتيجة لتفجير انتحاري في بلدة سريبرمدور في مدينة تشيناي عاصمة ولاية تاميل نادو في الهند في الحادي والعشرين من مايو عام 1991م. وقُتِل 14 آخرون على أقل تقدير إلى جانب راجيف غاندي. ونفذت تلك العملية تينموجي راجاراتنام (عُرفت أيضاً بـ كالايفاني راجاراتنام أو دانو). والتي تُعد أحد أعضاء تنظيم نمور تحرير تاميل إيلام (إل تي تي إي). حينها، كانت الهند قد أنهت للتو إجراءات انضمامها عبر قوى حفظ السلام الهندية إلى الحرب الأهلية السريلانكية. عُيّنت لجنتان للتحقيق في الاتهامات اللاحقة بالتآمر وأسقطت على إثرها حكومة وطنية واحدة على الأقل.

## الاغتيال
كان راجيف غاندي يقود حملة للانتخابات المقبلة في ولايات الهند الجنوبية. وكانت محطته التالية سريبيرومبودور، تاميل نادو في 21 مايو، بعد حملة في فيساخاباتنام. وكان راجيف غاندي يقود موكبًا في سيارة السفير البيضاء إلى سريبيرومبودور، وتوقف على طول الطريق في عدد قليل من أماكن الحملات الانتخابية الأخرى، بعد نحو ساعتين من وصوله إلى مدينة مدراس (تشيناي حاليًا). عندما وصل إلى تجمع انتخابي في سريبيرومبودور، غادر بسيارته وبدأ بالسير نحو المنصة حيث كان من المقرر أن يلقي خطابًا. وقام العديد من الناس والعاملين في حزب المؤتمر وأطفال المدارس بتهنئته على طول الطريق. ثم اقتربت منه القاتلة ورحبت به.  ثم انحنت لتلمس قدميه وفجرت حزام RDX محملًا بالمتفجرات مدسوسًا أسفل فستانها في تمام الساعة 10:10 مساءً. وقُتل غاندي وقاتله و14 آخرون في الانفجار الذي أعقب ذلك، إلى جانب 43 آخرين أصيبوا بجروح خطيرة. جرى تصوير الاغتيال من قبل المصور المحلي هاريبابو، إذ عُثر على كاميرته وفيلمه في الموقع على الرغم من وفاته في الانفجار.

## الضحايا
قُتل 13 هندياً في عملية الاغتيال الانتحارية. وفيما يلي أسماء اثني عشر شخصاً منهم:
- راجيف غاندي: رئيس وزراء الهند السابق
- درمان: شرطي
- سانتاني بيغوم: رئيسة مؤتمر ماهيلا.
- راجغورو: مفتش الشرطة
- شاندرا: شرطي.
- إدوارد جوزيف: مفتش الشرطة.
- محمد إقبال: مشرف على الشرطة.
- لاتا كانان: عضو في مؤتمر ماهيلا.
- كوكلافاني: فتاة كانت في العاشرة من عمرها وقت الانفجار المميت. وهي ابنة لاثا كانان.
- مونوسوامي: عضو سابق في المجلس التشريعي تاميل نادو.
- سارويا ديفي: طالب جامعي كان يبلغ من العمر 17 عامًا وقت الانفجار المميت.
- براديب غوبتا: ضابط الأمن الشخصي لراجيف غاندي.

أصيب في الانفجار أيضًا نحو ثلاثة وأربعين هندياً بريئًا، من بينهم أنوزويا ديزي إرنست، مفتش تابع للشرطة.

## الثغرات الأمنية
رأت المحكمة العليا أن مقابلة غاندي في مجلة الأحد (21-28 أغسطس 1990) قد عجلت بقرار القضاء عليه، إذ ذكر فيها أنه سيرسل قوى حفظ السلام الهندية لنـزع سلاح نمور تحرير تاميل إيلام إذا عاد إلى السلطة. دافع غاندي أيضاً عن توقيع اتفاق الهند وسريلانكا في نفس المقابلة. وربما هدَف قرار نمور تحرير تاميل إيلام بقتله إلى منعه من العودة إلى السلطة. وقد شُكلت لجنة القاضي فيرما بعد ذلك للنظر في الثغرات الأمنية التي أسهمت في القتل.
وأفاد التقرير النهائي، المقدم في يونيو 1992، بأن الترتيبات الأمنية لرئيس الوزراء السابق كانت كافية، ولكن قادة حزب المؤتمر المحلي عطلوا هذه الترتيبات وأخلّوا بها.
رفضت حكومة ناراسيمها راو في البداية النتائج التي توصل إليها فيرما ولكنها قبلتها فيما بعد تحت الضغط. بيد أنها لم تتخذ أي إجراء بشأن توصيات اللجنة.
أثارت النتائج تساؤلات حيوية طرحها المحللون السياسيون في السابق بالرغم من عدم اتخاذ أي إجراء. وأشارت مصادر إلى أن غاندي أُبلغ مراراً بوجود تهديد لحياته وأنه لا ينبغي له السفر إلى تاميل نادو. والواقع أن حاكم تاميل نادو بهيم نارايان سينغ خرق البروتوكول الرسمي وحذر غاندي مرتين من التهديدات على حياته إذا زار الولاية.
وقال الدكتور سوبرامانيان سوامي في كتابه «سريلانكا في أزمة: خيارات الهند (2007)» إن وفداً من جبهة نمور تحرير تاميل إيلام التقى راجيف غاندي في 5 مارس 1991. والتقى به وفدٌ آخر في 14 مارس 1991 في نيودلهي.

وكتب الصحفي رام بهادور ما يلي:
كانت الرسالة التي وجهها هذان الوفدان إلى راجيف غاندي هي أنه لا يوجد تهديد لحياته وأنه يستطيع السفر إلى تاميل نادو دون أن يخاف على حياته. قدمتُ سلسلة من المقالات بعد اغتياله توضح الطريقة التي أصبح بها راجيف بعد هذه اللقاءات راضيًا عن مقدار حمايته، وخرقَ القواعد الأمنية في أكثر من 40 تجمعًا.

## الجنازة

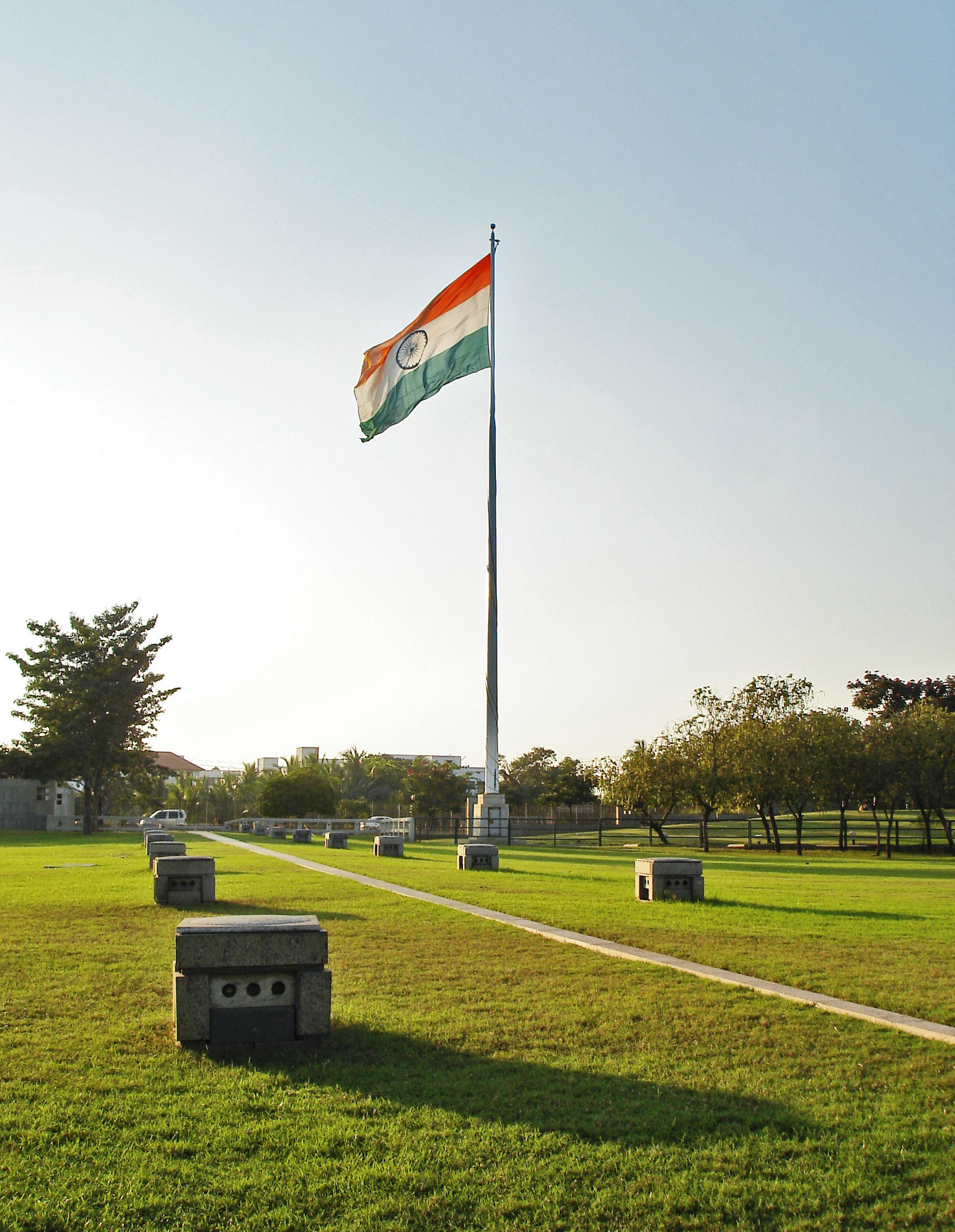
عُرف هذا الطريق الذي سار فيه غاندي قبل أن يُغتال بـ "طريق النور"

نُقل جثمان راجيف غاندي المشوه جوًا إلى نيودلهي بعد اغتياله. وأُرسلت جثته من مطار بالام إلى معهد العلوم الطبية لعموم الهند في نيودلهي لإجراء تشريح للجثة وإعادة تركيبها وتحنيطها.
أُقيمت جنازة حكومية لراجيف غاندي في 24 مايو 1991. وبُثت جنازته مباشرة على الصعيدين الوطني والدولي، وحضرتها شخصيات بارزة من أكثر من 60 بلداً. وحُرقت جثته على ضفاف نهر يامونا بالقرب من مكان حرق جثث كل من أمه وأخيه وجده. يُعرف الموقع الذي حُرقت جثته فيه اليوم باسم فيربهومي.

## التحقيق
سلمت حكومة تشاندراسيخار التحقيق إلى مكتب التحقيقات المركزي بعد الاغتيال مباشرة في 22 مايو 1991. وأنشأت الوكالة فريقاً خاصاً للتحقيق بقيادة الضابط كارثيكيان لتحديد الجهة المسؤولة عن الاغتيال. وأكدت نتائج التحقيقات التي أجراها الفريق على دور حركة نمور تاميل إيلام للتحرير في عملية الاغتيال التي أيدتها المحكمة العليا للهند.
وقد أشار التقرير المبدئي للقاضي ميلاب شاند جين، الذي يدرس الاغتيال من زاوية المؤامرة، إلى أن حزب التقدم الاتحادي لدرافديان متواطئ مع منظمة نمور تحرير تاميل إيلام. وقد لخص التقرير أن الحزب قدم ملاذًا لنمور تاميل إيلام، ما سهل على المتمردين اغتيال راجيف غاندي.
ذكر تقرير اللجنة أن عام 1989 شهد «استمرار الاتجاه السياسي العام المتمثل في توغل مقاتلي التاميل في الأراضي الهندية والتسامح مع أنشطتهم الإجرامية والمعادية للوطن واسعة النطاق». وزعم التقرير أيضًا أن قادة الجبهة في جافنا كانت بحوزتهم رسائل مشفرة حساسة جرى تبادلها بين الحكومة الاتحادية وحكومة الولاية التابعة لحزب درافيدا مونيترا كاجكام. وذكر التقرير: «هناك أدلة تظهر أنه خلال هذه الفترة، جرى تمرير بعض الرسائل اللاسلكية الأكثر أهمية بين عناصر نمور تحرير تاميل إيلام المتمركزين في تاميل نادو وجفنا. ولهذه الرسائل، التي فُكت شفرتها لاحقًا، علاقة مباشرة باغتيال راجيف غاندي». أسقط الكونجرس بعد ذلك حكومة الجبهة المتحدة بزعامة جوغرال بعد تسريب التقرير في نوفمبر 1998. وطالب الحزب أيضًا بإزالة حزب درافيدرا مونتيرا كاجكام من حكومة الجبهة المتحدة، بحجة أنه لعب دورًا رئيسيًا في وفاة راجيف غاندي.